# 南緯37度線
南緯37度線（なんい37どせん）は、地球の赤道面より南に地理緯度にして37度の角度を成す緯線。大西洋、インド洋、オーストララシア、太平洋、南アメリカを通過する。
この緯度の下では、夏至点時の可照時間は14時間42分であり、冬至点時の可照時間は9時間37分である。
ジュール・ヴェルヌの小説『In Search of the Castaways』は、南緯37度線上の冒険を描いた物である。また、マリア・テレサ島（疑存島）は太平洋上の南緯37度線上にあると言われている。

## 通過する地域一覧
南緯37度線は、本初子午線から東に向かって以下の場所を通っている。
| 地理座標                                               | 国土・領土・領海 | 備考                                                     |
| ------------------------------------------------------ | ---------------- | -------------------------------------------------------- |
| 南緯37度0分 東経0度0分 / 南緯37.000度 東経0.000度      | 大西洋           |                                                          |
| 南緯37度0分 東経20度0分 / 南緯37.000度 東経20.000度    | インド洋         |                                                          |
| 南緯37度0分 東経139度42分 / 南緯37.000度 東経139.700度 | オーストラリア   | 南オーストラリア州 ビクトリア州 ニューサウスウェールズ州 |
| 南緯37度0分 東経149度56分 / 南緯37.000度 東経149.933度 | 太平洋           | タスマン海                                               |
| 南緯37度0分 東経174度28分 / 南緯37.000度 東経174.467度 | ニュージーランド | 北島 - オークランド市のちょうど南を通過                  |
| 南緯37度0分 東経175度16分 / 南緯37.000度 東経175.267度 | ハウラキ湾       |                                                          |
| 南緯37度0分 東経175度30分 / 南緯37.000度 東経175.500度 | ニュージーランド | 北島 - コロマンデル半島                                  |
| 南緯37度0分 東経175度51分 / 南緯37.000度 東経175.850度 | 太平洋           |                                                          |
| 南緯37度0分 西経73度33分 / 南緯37.000度 西経73.550度   | チリ             | サンタマリア（チリ）                                     |
| 南緯37度0分 東経73度31分 / 南緯37.000度 東経73.517度   | 太平洋           |                                                          |
| 南緯37度0分 西経73度11分 / 南緯37.000度 西経73.183度   | チリ             |                                                          |
| 南緯37度0分 西経71度9分 / 南緯37.000度 西経71.150度    | アルゼンチン     |                                                          |
| 南緯37度0分 西経56度45分 / 南緯37.000度 西経56.750度   | 大西洋           | トリスタンダクーニャ（ セントヘレナ）の北部を通過。      |